# Länsväg 267
Länsväg 267 går i Stockholms län mellan Stäket i Järfälla kommun och Rotebro i Sollentuna kommun och är 7 kilometer lång. Vägen är en viktig förbindelse mellan E4 och E18 (till exempel som förbindelse mellan Enköping och Arlanda), vilket innebär att det kan vara mycket trafik i rusningstid. Länsväg 267 kallas inom Järfälla kommun för Rotebroleden och inom Sollentuna och Upplands Väsby kommuner för Stäketvägen.
Vägen är mötesseparerad och har två körfält i varje riktning. Trafikverket genomförde en breddning av vägen under åren 2016–2019 från tidigare ett körfält i vardera riktning till två körfält i vardera riktning i form av en fyrfältsväg med planskilda korsningar. Breddningen och utbyggnaden till fyrfältsväg blev färdig hösten 2019. Skyltad hastighet är 80 km/h.

## Trafikplatser och anslutningar

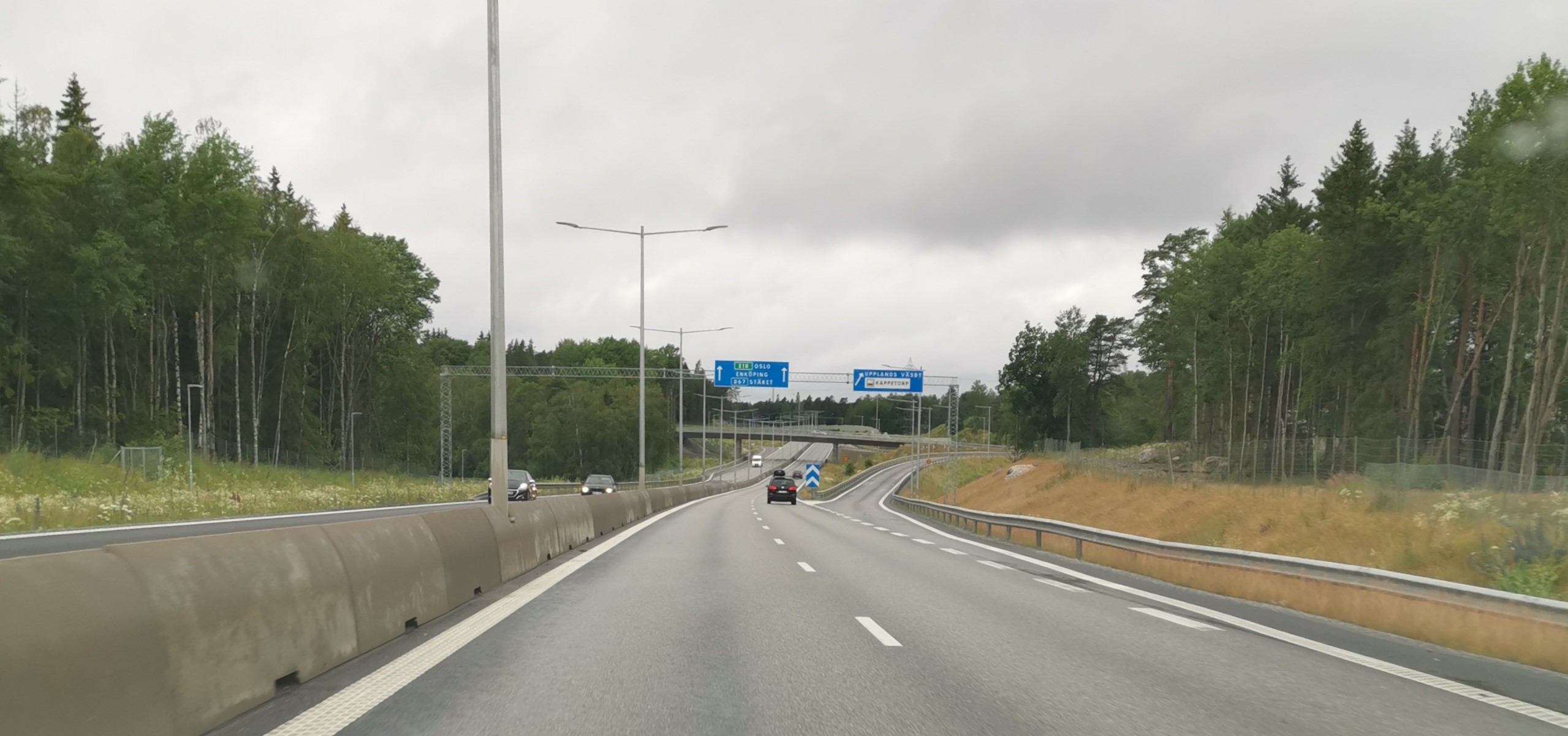
Trafikplats Klubbacken

|  | Nr  | Namn                | Skyltning                                      |
|  | --- | ------------------- | ---------------------------------------------- |
|  | 152 | Trafikplats Stäket  | Stäket, Enköping, Oslo Kallhäll, Stockholm E18 |
|  |     | Allmänningen        | Joahannesfred, Adolfsberg                      |
|  |     | Klubbacken          | Upplands Väsby, Kappetorp industriområde       |
|  |     | Överby              | Överby, Boda                                   |
|  | 174 | Trafikplats Rotebro | Rotebro, Sundsvall, Arlanda, Stockholm E4      |